# Грілл (Пенсільванія)
Грілл (англ. Grill) — переписна місцевість (CDP) в США, в окрузі Беркс штату Пенсільванія. Населення — 1469 осіб (2020).

## Географія
Грілл розташований за координатами 40°18′0″ пн. ш. 75°56′5″ зх. д. / 40.30000° пн. ш. 75.93472° зх. д. (40.299874, -75.934767).  За даними Бюро перепису населення США в 2010 році переписна місцевість мала площу 2,01 км², з яких 1,98 км² — суходіл та 0,02 км² — водойми.

## Демографія
Згідно з переписом 2010 року, у переписній місцевості мешкало 1468 осіб у 577 домогосподарствах у складі 424 родин. Густота населення становила 732 особи/км².  Було 594 помешкання (296/км²).
Расовий склад населення:
| - 94,0 % — білих - 1,8 % — азіатів - 1,4 % — чорних або афроамериканців - 0,3 % — корінних американців |

До двох чи більше рас належало 1,8 %. Частка іспаномовних становила 4,9 % від усіх жителів.
За віковим діапазоном населення розподілялося таким чином: 21,7 % — особи молодші 18 років, 64,9 % — особи у віці 18—64 років, 13,4 % — особи у віці 65 років та старші. Медіана віку мешканця становила 40,6 року. На 100 осіб жіночої статі у переписній місцевості припадало 97,6 чоловіків;  на 100 жінок у віці від 18 років та старших — 92,5 чоловіків також старших 18 років.
Середній дохід на одне домашнє господарство  становив 80 650 доларів США (медіана — 67 321), а середній дохід на одну сім'ю — 97 288 доларів (медіана — 95 588). За межею бідності перебувало 4,5 % осіб, у тому числі 4,5 % дітей у віці до 18 років та 0,7 % осіб у віці 65 років та старших.
Цивільне працевлаштоване населення становило 783 особи. Основні галузі зайнятості: роздрібна торгівля — 23,1 %, освіта, охорона здоров'я та соціальна допомога — 20,3 %, виробництво — 13,3 %, будівництво — 8,2 %.